# نصر فريد واصل
الشيخ نصر فريد محمد واصل (1937- )، فقيه إسلامي مصري ورئيس الهيئة الشرعية للحقوق والإصلاح ومفتي الديار المصرية السابق في الفترة من 11 نوفمبر 1996م وحتى عام 2002م.
ولد في مارس سنة 1937م بقرية ميت بدر حلاوة التابعة لمركز سمنود بمحافظة الغربية. ويعمل أستاذاً للدراسات العليا ورئيساً بقسم الفقه المقارن في كلية الشريعة والقانون بالقاهرة- جامعة الأزهر، وقد انتدب لشغل منصب عميد كلية الشريعة والقانون بالدقهلية منذ عام 1995م، وحتى صدر القرار الجمهوري بتعيينه مفتياً للديار المصرية في 11 نوفمبر 1996م.

## حياته
حصل على درجة الدكتوراه في الفقه المقارن في عام 1972م، بدأ العمل في النيابة العامة عام 1966م، ثم مدرساً فأستاذاً بقسم الفقه بجامعة الأزهر، ثم رئيساً للقسم، قبل أن يُعار لجامعة صنعاء ثم للجامعة الإسلامية بالمدينة المنورة وجامعة الإمام محمد بن سعود الإسلامية السعوديتين كأستاذ للفقه المقارن. بعد ذلك عمل عميداً لكلية الشريعة والقانون بأسيوط في الفترة من عام 1981م حتى عام 1983م. وانضم لجبهة علماء الأزهر في 1995، وصدر له أكثر من عشرين كتاباً وبحثاً علمياً ودراسات في الشريعة الإسلامية والفقه والتشريع.
عيّن مفتياً للديار المصرية في 11 نوفمبر 1996م، وظل بهذا المنصب حتى عام 2002.
تعرض الشيخ نصر فريد لضغوط من نظام الرئيس المخلوع حسني مبارك لإصدار فتوى بشأن إجازة تصدير الغاز للاحتلال أثناء توليه منصب مفتي الديار المصرية. حيث أن النظام المصري أقاله من منصبه بعدها بفترة وجيزة في سابقة نادرة الحدوث بمصر، لرفضه إصدار فتوى بإجازة تصدير الغاز لإسرائيل من حيث رؤية الشريعة الإسلامية [بحاجة لمصدر].
ومن أسباب إقالته أيضاً أنه كان ضد توريث الحكم، وكانت إجابته عن التوريث:

## روابط خارجية
- فيديوهات لنصر فريد واصل في موقع الطريق إلى الله